# Le Destin de Rossel
Pour plus de détails, voir Fiche technique et Distribution.
Le Destin de Rossel est un téléfilm réalisé par Jean Prat en 1965 et diffusé le 1er février 1966.

## Synopsis
Ce téléfilm brosse le portrait de Louis Rossel, seul officier français à rallier la Commune de Paris en 1871.
Rossel, enfermé dans la prison de Versailles, évoque, avant son exécution, les raisons qui l'ont conduit à rejoindre les communards : la capitulation de François Achille Bazaine à Metz, le refus de Léon Gambetta de le soutenir, et son action au sein de la Commune, en tant que ministre délégué à la Guerre.

## Distribution
- Sami Frey : Louis Rossel
- Daniel Sola : capitaine de Guilly
- Georges Hubert : Me Joly
- Paul Amiot : Bazaine
- Serge Rousseau
- Olivier Lebeaut
- Michel Derain
- Jean-Pierre Dougnac